# Le Vivier-sur-Mer
Le Vivier-sur-Mer (tiếng Breton: Gwiver, Gallo: Le Vivier) là một xã ở tỉnh Ille-et-Vilaine, thuộc vùng Bretagne vùng tây bắc nước Pháp.

## Dân số
Người dân ở Le Vivier-sur-Mer được gọi là Vivarais.
| Năm | 1962 | 1968 | 1975 | 1982 | 1990 | 1999 |
| --- | ---- | ---- | ---- | ---- | ---- | ---- |
| Dân số | 729  | 793  | 753  | 914  | 1012 | 1009 |
| From the year 1962 on: No double counting—residents of multiple communes (e.g. students and military personnel) are counted only once. |      |      |      |      |      |      |